# Willi Färber
Wilhelm „Willi“ Färber (* 23. Oktober 1911 in Augsburg; † 12. August 1988 ebenda) war ein deutscher Boxer.

## Karriere
Die Karriere von Färber begann 1929 mit dem Eintritt in einen Augsburger Boxclub. Zwei Jahre später ging er bei der 2. Arbeiter-Olympiade als Sieger im Bantamgewicht hervor. 1935 wurde er deutscher Amateurmeister im Fliegengewicht.
1948 gewann Färber durch einen Punktsieg über Hans Schiffers als Profi-Boxer den deutschen Meistertitel im Fliegengewicht. Den Titel verteidigte er daraufhin vier Mal, bis er ihn 1950 an Victor Liwowski verlor. Ein Kampf um die deutsche Meisterschaft im Bantamgewicht gegen Hans Schömig endete 1949 unentschieden.
Wilhelm Färber wurde auch „Leberhaken Willi“ genannt, da er seine Gegner gerne mit gezielten Treffern auf die Leber mürbe schlug. 
Nach dem Ende seiner Karriere als Boxer arbeitete er von 1951 bis 1972 als Platzwart im Augsburger Rosenaustadion. Anschließend war er bis 1983 Leiter der Boxabteilung im TSV Schwaben Augsburg.